# Nicotinamidmononukleotid
Nicotinamidmononukleotid (NMN oder β-NMN) ist ein Nukleotid, das sich von Ribose, Nicotinamid, Nicotinamidribosid und Nicotinsäure ableitet. Beim Menschen verwenden mehrere Enzyme NMN, um Nicotinamidadenindinucleotid (NADH) zu erzeugen. Bei Mäusen wird vermutet, dass NMN innerhalb von 10 Minuten nach oraler Aufnahme über den Dünndarm absorbiert und über Slc12a8-Transporter in Nicotinamid-Adenin-Dinukleotid (NAD+) umgewandelt wird. Diese Beobachtung wurde jedoch in Frage gestellt und bleibt daher vorerst ungeklärt.
Da NADH ein Kofaktor für Prozesse in Mitochondrien, für Sirtuine und PARP ist, wird NMN in Tiermodellen als potenzielles neuroprotektives und Altersverhinderungsmittel untersucht. Die Umkehrung des Alterungsprozesses auf zellulärer Ebene durch Hemmung mitochondrialen Verfalls bei erhöhtem NAD+-Gehalt macht es zu einem beliebten Anti-Aging-Produkt. Unternehmen, die Nahrungsergänzungsmittel herstellen, haben unter Berufung auf diese Vorteile NMN-Produkte aggressiv beworben. Bislang haben jedoch keine klinischen Studien am Menschen die Altersverhinderungswirkung von NMN bewiesen, und die vermuteten gesundheitlichen Vorteile wurden nur in vitro oder im Tierversuch nahegelegt. Die Verabreichung einer Einzeldosis von 500 mg hat sich in einer Studie der Keiō-Universität bei Männern als sicher erwiesen. In einer klinischen Studie aus dem Jahr 2021 wurde festgestellt, dass NMN die muskuläre Insulinsensitivität bei prädiabetischen Frauen verbessert, während eine andere Studie ergab, dass sich die aerobe Kapazität bei Freizeitläufern verbessert. Eine klinische Studie aus dem Jahr 2023 zeigte, dass NMN die Leistung bei einem Sechs-Minuten-Gehtest und nach einer subjektiven Bewertung den allgemeinen Gesundheitszustand verbessert.
NMN ist für den extrazellulären Abbau durch das Enzym CD38 anfällig, das durch Verbindungen wie CD38-IN-78c gehemmt werden kann.

## Vorkommen in Lebensmitteln
NMN ist in Früchten und Gemüse, wie Edamame, Brokkoli, Kohl, Gurken und Avocado in einer Konzentration von etwa 1 mg pro 100 g enthalten. Daher ist es nicht möglich, aus diesen natürlichen Quellen die Mengen zu gewinnen, die erforderlich sind, um die Dosierung zu erreichen, die derzeit für NMN als Arzneimittel untersucht wird.

## Herstellung
Die Produktion von Nicotinamidmononukleotid ist in den Vereinigten Staaten seit der zweiten Hälfte des Jahres 2022 von der FDA ausgesetzt worden, da es als Arzneimittel untersucht wird.

## Unterschiedliche Ausprägungen von NMN in menschlichen Organen
Die Enzyme, die NMN synthetisieren, und die Enzyme, die NMN verbrauchen, weisen eine Gewebespezifität auf: NMN ist in den Geweben und Organen des gesamten Körpers weit verbreitet und seit der Embryonalentwicklung in verschiedenen Zellen vorhanden.

## Mögliche Vorteile und Risiken
NMN ist eine Vorstufe für die NAD+-Biosynthese, und die Einnahme von NMN-Nahrungsergänzungsmitteln erhöht nachweislich die NAD+-Konzentration und hat somit das Potenzial, altersbedingte Störungen wie oxidativen Stress, DNS-Schäden, Neurodegeneration und Entzündungsreaktionen zu mildern. NMN wird daher als Pulver- und Kapselform mit gesundheitsfördernden Vorteilen beworben, jedoch fehlen aussagekräftige Studien, die diese Wirkungen belegen.
Bestimmte Enzyme reagieren empfindlich auf das intrazelluläre NMN/NAD+-Verhältnis, wie z. B. SARM1, ein Protein, das für die Initiierung zellulärer Degenerationswege wie MAP-Kinase verantwortlich ist und den Verlust von Axonen und den Tod von Neuronen verursacht. NMNAT ist ein Enzym mit neuronenerhaltenden Eigenschaften, das NMN abbaut und NAD+ produziert, wodurch die Aktivität von SARM1 abgeschwächt und das Überleben der Neuronen in-vitro gefördert wird – ein Effekt, der durch die Gabe von exogenem NMN wieder rückgängig gemacht wird, wodurch die Zerstörung von Axonen sofort wieder einsetzt. Das ähnliche Molekül Nicotinsäuremononukleotid (NaMN) wirkt der aktivierenden Wirkung von NMN auf SARM1 entgegen und ist ein Neuroprotektor.